# Kronoskjuts
Kronoskjuts innebar att bönderna var tvungna att transportera offentliga personer och statens tillhörigheter. Ämbetsmän kunde efter behag, och utan att betala, kräva skjuts, (”friskjuts”). Den förbjöds emellertid redan i Alsnö stadga, och i en rad senare regeringspåbud. I mitten av 1600-talet återkom plikten, som användes när kungen, drottningen och hovet var på resa, (”kungsskjuts”). Vidare utnyttjades skyldigheten då trupper och krigsmateriel eller andra kronans tillhörigheter skulle forslas. Ett tredje fall var fångskjuts (fångtransport).
Först 1689 belades kungs- och kronoskjutsen med avgift. Fångskjutsen blev betaltjänst 1734. Undantag kunde befallas, då under namn ”fri kronoskjuts”. 1878 stadgades i Den stora skjutsningsreformen att kronoskjuts i fredstid inte skulle anlitas av kronans manskap, om inte stor skyndsamhet ”var av nöden”.